# Molibdopterina

Cofattore molibdeno

Le molibdopterine sono una classe di cofattori.
Il suo nome può trarre in inganno perché nonostante la molecola di per sé non contenga molibdeno le è stato attribuito tale nome in quanto era originariamente ritenuta una esclusiva dei molibdo-enzimi. Ma fu riscontrato più tardi che la stessa forma è presente nei tungsto-enzimi.
Esso è in grado di complessare il molibdeno o il tungsteno trasformandosi nella forma attiva del cofattore chiamata cofattore molibdeno (o Moco dalla abbreviazione inglese di molybdenum cofactor) o nella forma chiamata cofattore tungsteno (o Tuco dalla abbreviazione inglese di tungsten cofactor). 
La molibdopterina è probabilmente coinvolta nel mediare il trasferimento elettronico dal centro molibdenico ad altri centri e responsabile della modulazione del potenziale di ossidoriduzione del metallo connesso. Il Moco è contenuto nei molibdo-enzimi mononucleari mentre il Tuco è contenuto nei Tungsto-enzimi.